# 垂心组

一个垂心组，其中一点是另三点构成的三角形的垂心

在几何学中，一个垂心组是由四个点组成的平面图形，使得其中一点都是另外三点组成的三角形的垂心。

## 结构
如果四个点构成一个垂心组，那么实际上可以证明每个点都是另外三点组成的三角形的垂心。因此，在一个垂心组中，四个点的地位是相同的。在一般情况下，四个点的位置互不相同，除非其中有三个点构成直角三角形。这时第四个点和直角顶点重合。在所有其他的情况里，会有一个点落在另三点所构成的三角形的内部。

## 性质

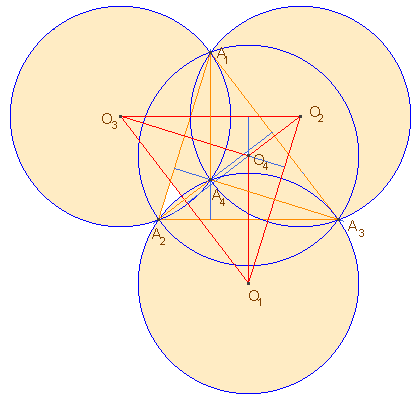
如图，垂心组的四个三角形的外接圆们的圆心为：恰好是原来的垂心组翻转过来的样子。

一个垂心组中的点可以构成四个三角形。这四个三角形中有一个是锐角三角形，另外三个是钝角三角形。这四个三角形的九点圆都是同一个称为垂心组的（公共的）九点圆；它们的外接圆有相同的半径，这个半径称为垂心组的外接圆半径。这四个外接圆的圆心也构成一个垂心组，并且和原来的垂心组全等（形状一样），可以看成是原来的垂心组关于一点旋转180°之后的结果。这个点就是原垂心组的九点圆的圆心。

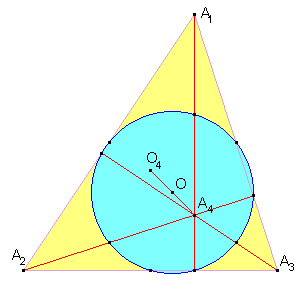
垂心组的四个三角形拥有共同的九点圆： 和 关于 对称。

将垂心组的四点两两连起来，并延长成直线，则可以得到六条直线。这六条直线有七个交点，其中四个是原来垂心组的四点，另外三点都是两两垂直的直线的交点，它们是垂心组中唯一一个锐角三角形的三条高线的垂足。这三个点构成的三角形叫做垂心的垂足三角形。垂心组中不构成锐角三角形的那一点不仅是锐角三角形的垂心，也是垂心的垂足三角形的内心。而垂心组的另外三个点（构成锐角三角形的三个点）则是垂心的垂足三角形的三个旁心。反过来则可以推出：任何一个三角形的内心和三个旁心构成一个垂心组。